# Hallasan-Nationalpark
Der Hallasan-Nationalpark (한라산국립공원) ist ein Nationalpark auf der südkoreanischen Insel Jejudo. Er ist der einzige Nationalpark in Südkorea, der nicht vom Korean National Park Service verwaltet wird. Ein Teil des Parks gehört seit 2007 als Bestandteil der Naturerbestätte Jeju-Vulkaninsel und Lavatunnel zum UNESCO-Welterbe.

## Lage
Der Nationalpark liegt in der Mitte der Insel Jejudo zwischen den Städten Jeju-si und Seogwipo an den Hängen des Hallasan, von dem er auch seinen Namen hat. Dieser ein Schildvulkan und mit einer Höhe von 1950 m der höchste Berg Koreas.

## Flora und Fauna
Im Nationalpark befinden sich über 1800 verschiedene Pflanzenarten und ca. 4000 Arten von Tieren, davon sind 3300 Insekten. Bedingt durch die relativ isolierte Lage der Insel befinden sich einige endemische Arten im Nationalpark. Säugetiere sind nicht sehr häufig, vereinzelt kann man auf Rehe oder Dachse treffen.

## Wanderwege
In Nationalpark gibt es einige Wanderwege, die abwechselnd gesperrt werden, damit die Natur Gelegenheit hat sich zu erholen. Nur der Seongpanak-Trail und der Gwaneumsa-Trail führen zum Hallasan-Gipfel.
- Eorimok Trail(어리목 탐방로) (6,8 km)
- Yeongsil Trail (영실 탐방로) (5,8 km)
- Seongpanak Trail (성판악 탐방로) (9,6 km)
- Seokgulam Trail (석굴암 탐방로) (1,5 km)
- Gwaneumsa Trail (관음사 탐방로) (8,7 km)[3]

Bekannt ist der Nationalpark für seine häufigen Wetterumschwünge mit Niederschlägen und Temperaturstürzen. Touristen wird deshalb empfohlen, den Aufstieg früh zu beginnen. Im Winter fällt bei Temperaturen bis zu −25 °C auch sehr viel Schnee.